# Schellenberg
Schellenberg (wymowa niemieckaⓘ) – gmina (Politische Gemeinde) w Liechtensteinie, siedziba administracyjna regionu Unterland. Jest najmniejszą pod względem powierzchni gminą w kraju - zajmuje zaledwie 3,5 km². Również liczba ludności gminy nie jest duża, albowiem wynosi tylko 1113 osób, co plasuje gminę na przedostatniej pozycji w kraju.

## Geografia
Schellenberg znajduje się w północnej części kraju. Graniczy z gminami Ruggell, Gamprin, Eschen i Mauren. Ponadto gmina posiada granicę z Austrią.
Schellenberg leży na charakterystycznym wzgórzu, zwanym Eschnerberg. Wzgórze wypiętrza się ponad płaskie tereny doliny Renu, które otaczają gminę. W przeciwieństwie do innych nizinnych gmin Unterlandu, Schellenberg jest w sporej części zalesiony. Poza wzgórzem, Schellenberg obejmuje jeszcze niewielką część jej północnego podnóża, gdzie w większości znajdują się uprawy.
Oprócz Schellenberga, w skład gminy wchodzi także sąsiednia wieś - Hinterschellenberg.

## Historia
Na terenie gminy odnaleziono ślady jednej z czterech neolitycznych pozostałości na wzgórzu Schellenberg, która została nazwana Borscht. Podczas badań archeologicznych znaleziono m.in. fragmenty ceramiki.

### Hrabstwo
Nazwa Schellenberg, pochodzi od niemieckiego rodu Schellenbergów, którzy założyli na terenie miejscowości dwa zamki. Informacje o Schellenbergach na tym terenie pojawiają się około 1200 roku. Jednak Schellenbergowie sprzedają te ziemie hrabiom Werdenberg-Heiligenberg-Bludenz z Bludenz, w 1317 lub 1318 roku. Posiadali oni prawa do tych ziem przez wiele lat. Jednak mimo dawnego odejście rodu Schellenbergów z tych ziem, nazwa pozostała, a herb gminy wywodzi się od herbu rycerskiego owego rodu. 
Około 1437 r. baronowie Brandis z Vaduz nabyli całe terytorium hrabstwa Schellenberg i włączyli je do hrabstwa Vaduz. W 1510 r., kiedy ród Brandis wygasł, hrabstwa Schellenberg i Vaduz przeszły pod władzę hrabiów z Sulz. Następnie Schellenberg trafił do hrabiów z Hohenems w 1613 r., którzy sprzedali je Janowi Adamowi I z rodu Liechtensteinów, w 1699 roku. Trzynaście lat później w 1712 roku sprzedali oni również hrabstwo Vaduz. Oba te terytoria pod rządami Liechtensteinów zostały połączone. W ten sposób powstało Księstwo Liechtenstein.

### Gmina
W dokumencie z 18 listopada 1493 r., Schellenberg jest wspomniany po raz pierwszy jako dzielnica. Razem z sąsiednią gminą Ruggell, mieszkańcy Schellenberga korzystali z pastwisk na dnie doliny i lasów obrastających wzgórze. Podział na gminy, obowiązujący do dzisiaj, opracowany został ok. 1800 roku. W 1809 r. w Schellenbergu znajdowały się 53 domy i żyło 280 mieszkańców. 
Po II wojnie światowej, od lat 50. XX wieku rozpoczął się dynamiczny rozwój Liechtensteinu. Wiązała się z tym również stosunkowo szybka transformacja Schellenberga z typowo rolniczej wsi do nowoczesnej gminy z dobrze rozwiniętą infrastrukturą. Obecnie większość populacji pracuje poza gminą w przemyśle, handlu i usługach.

### Incydent z 1945 roku
Podczas II wojny światowej, w 1945 roku do Schellenberga przedarła się grupa pięciuset żołnierzy, współpracującej z nazistami, Rosyjskiej Armii Wyzwoleńczej. Nie doszło do wymiany ognia, ponieważ byli to dezerterzy. Wydarzenia te upamiętnia pomnik w centrum wsi Hinterschellenberg.

## Herb i flaga
Herb Schellenberga opiera się na herbie rodu Schellenbergów. Stanowi go czarna tarcza ze złotym pasem u góry, a także ze złotym murem z blankami u dołu. Flaga gminy składa się z czterech pasów w barwach czarnej i złotej.

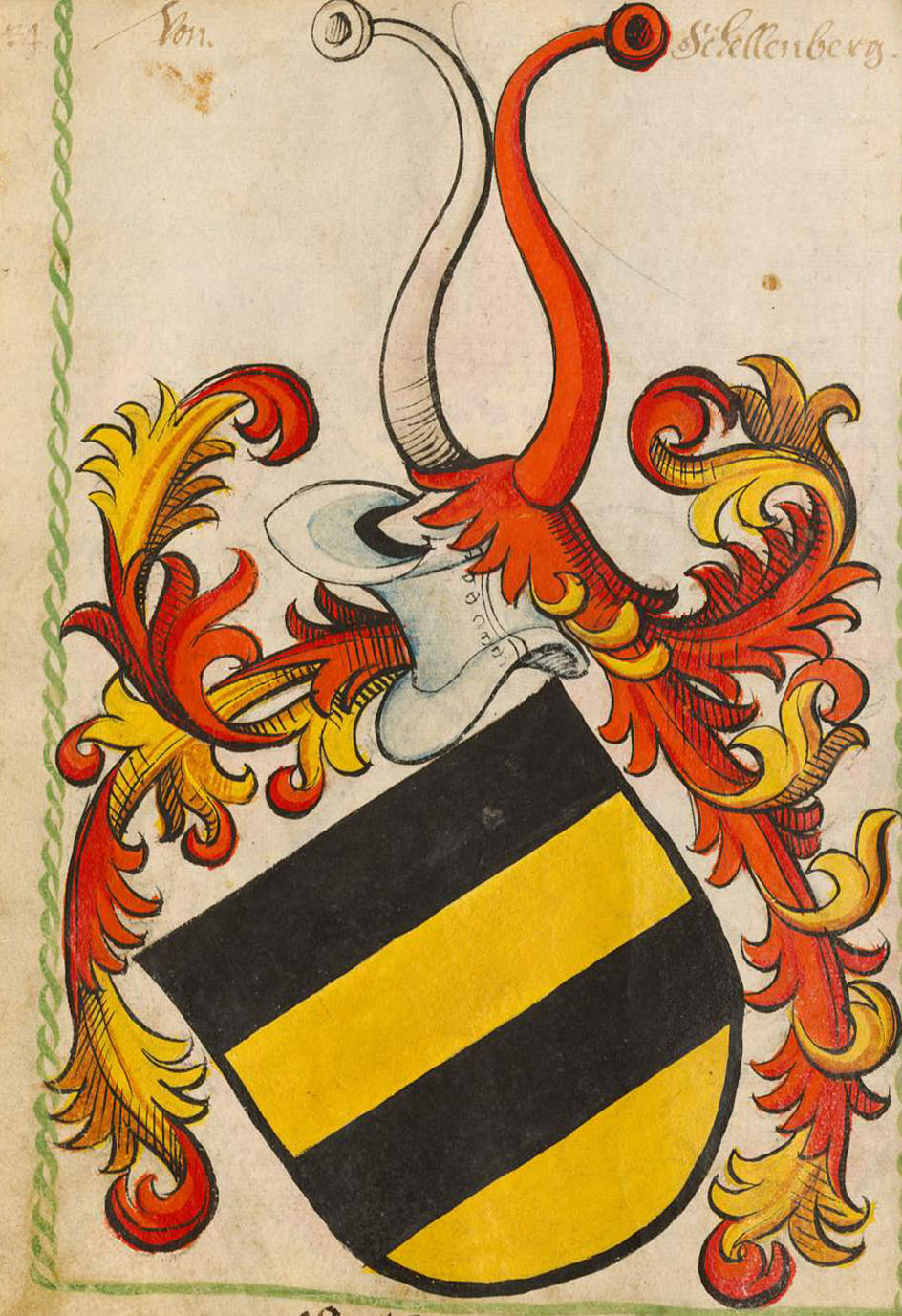
Herb rodu Schellenbergów

## Ruiny zamków

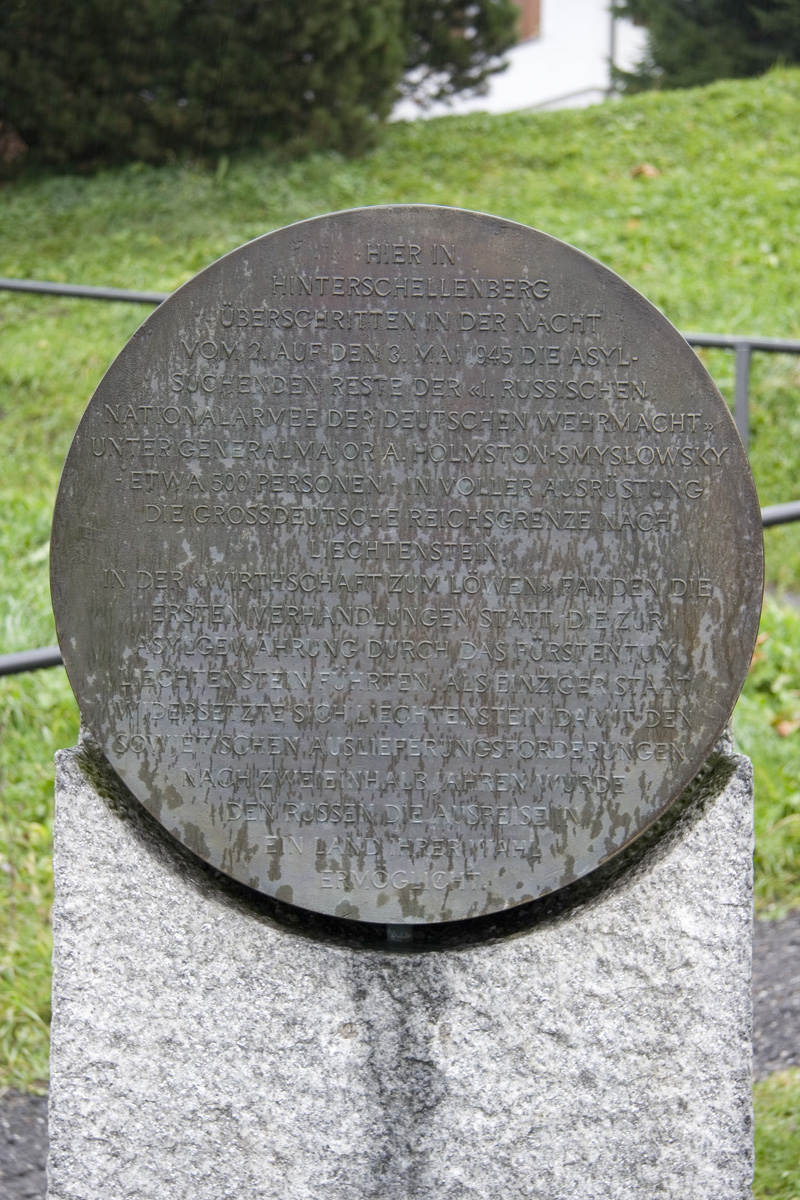
Pomnik rosyjski w Hinterschellenbergu

- Górny Zamek, również zwany Nowym Zamkiem, został zbudowany w ok. 1200 roku. Po raz pierwszy wspomniano o nim w dokumencie z 10 stycznia 1348 r. Jest większym z dwóch zamków w gminie
- Dolny Zamek, również zwany Starym Zamkiem, został zbudowany w 1250 roku, ale ostateczny kształt i rozmiar zyskał dopiero po 1350 r. Pierwszy dokument mówiący o tej twierdzy pochodzi z 1317 r.

Najprawdopodobniej oba zamki od XVI wieku nie były zamieszkane i powoli popadały w ruinę. W 1956 roku książę Franciszek Józef II przekazał dużą kwotę pieniędzy lokalnemu towarzystwu historycznemu, które oczyściło zarośnięte ruiny, zbadało je i zachowało.

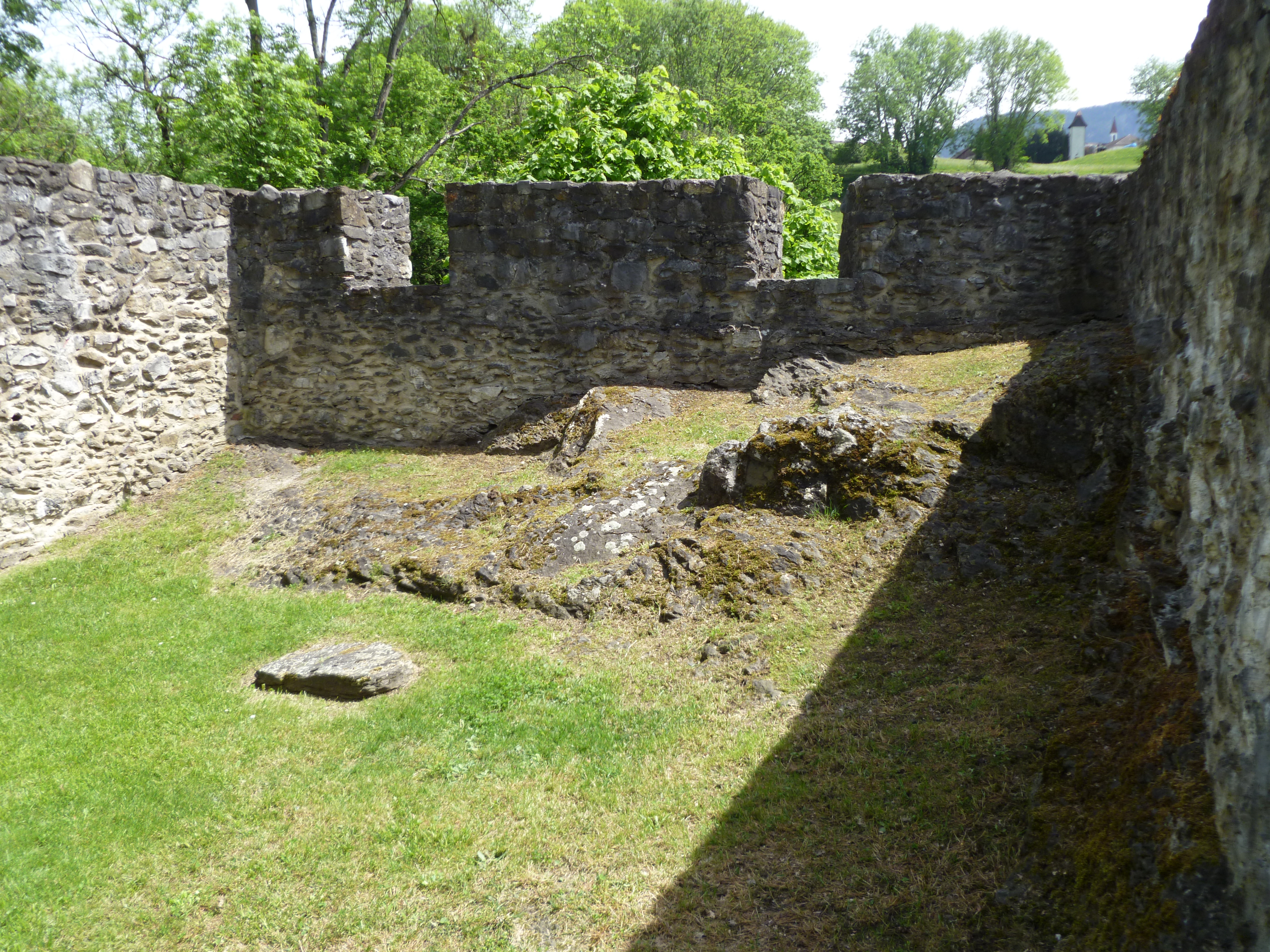
Ruiny Dolnego Zamku
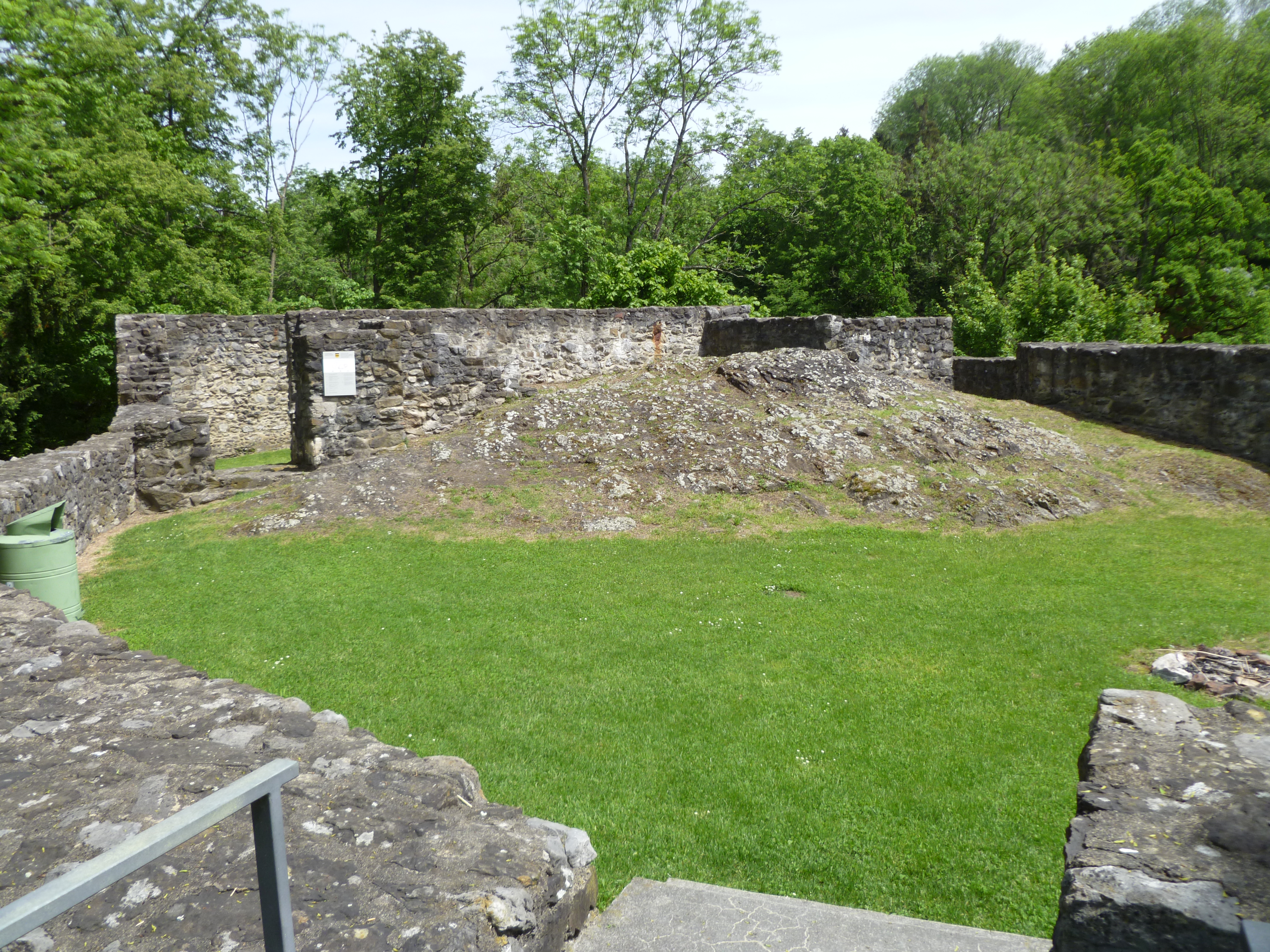
Ruiny Dolnego Zamku
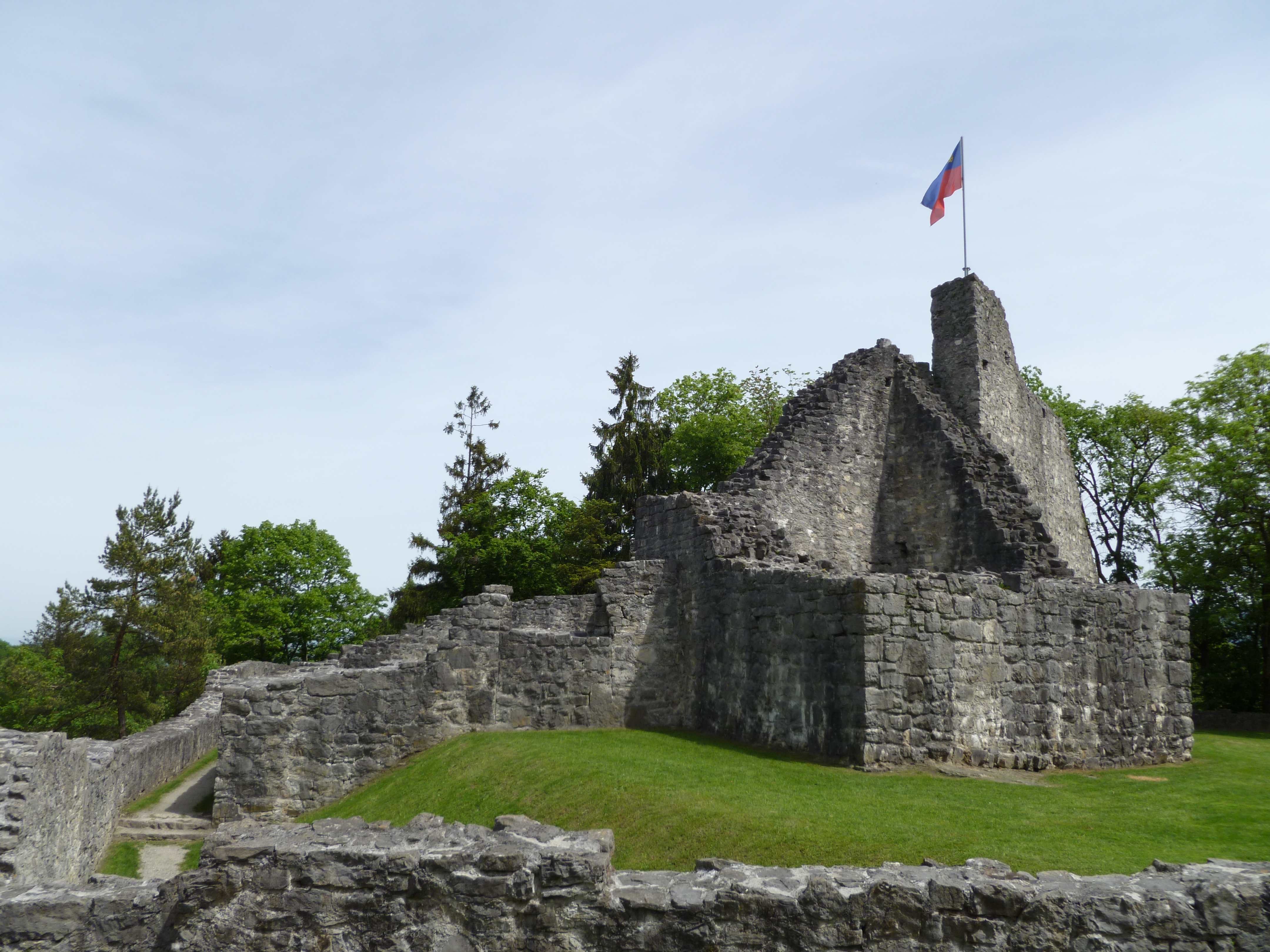
Ruiny Górnego Zamku
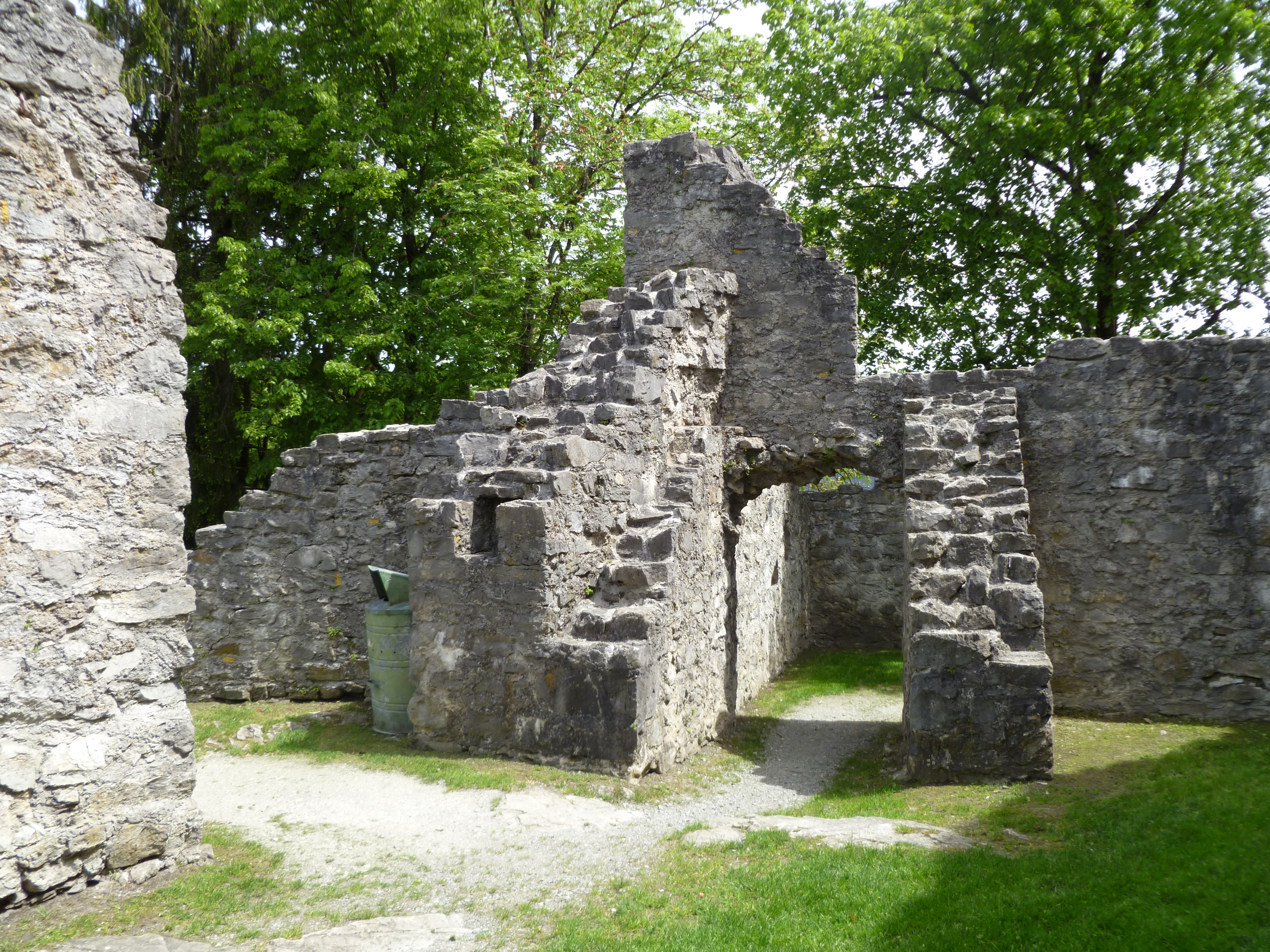
Ruiny Górnego Zamku
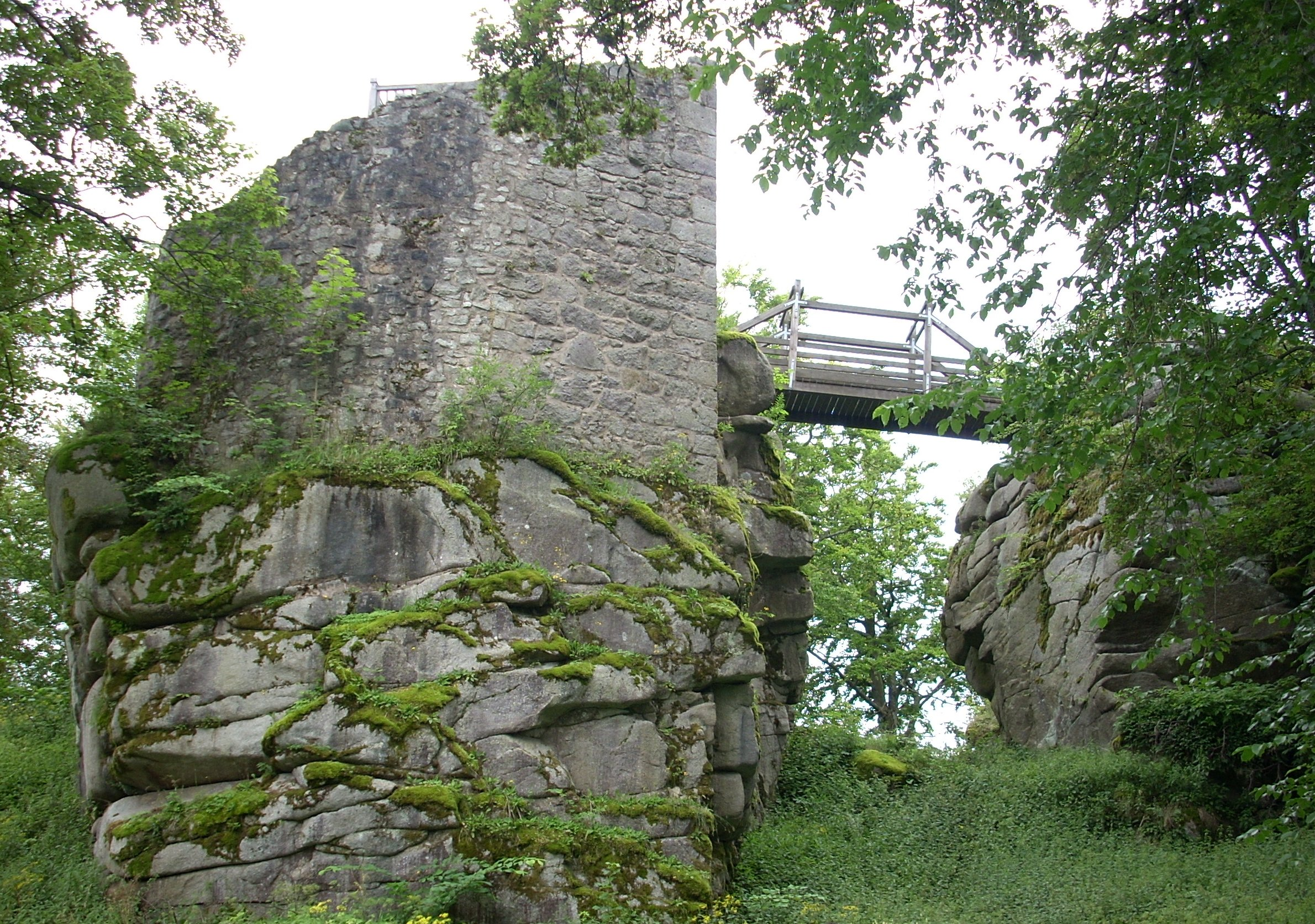
Ruiny Górnego Zamku

## Zabytki
- ruiny Dolnego Zamku,
- ruiny Górnego Zamku,
- Dom Biedermanna (Biedermann-Haus) – oddział Liechtensteińskiego Muzeum Narodowego w Vaduz, który znajduje się w XVI-wiecznym drewnianym domu,
- pomnik rosyjski w Hinterschellenbergu – pomnik upamiętniający wydarzenia z lat 40. XX wieku,
- kościół pw. Niepokalanego Serca Maryi (Unbeflecktes Herz Mariä) – współczesny kościół w centrum miasta,
- kaplica św. Grzegorza (St.-Georg) w Hinterschellenbergu,
- klasztor sióstr zakonnych.

## Osoby

### związane z gminą
- Fabienne Wohlwend – zawodniczka, startująca w wyścigach samochodowych, mieszka tutaj